# Episodi di UPA Next
La prima ed unica stagione della serie televisiva spagnola UPA Next, composta da 8 episodi, è stata distribuita in Spagna sul servizio Atresplayer Premium di streaming dal 25 dicembre 2022 al 18 giugno 2023.
In Italia la stagione è stata distribuita in esclusiva sul servizio di streaming Mediaset Infinity il 27 novembre e il 4 dicembre 2024.
| n° | Titolo originale | Titolo italiano                   | Prima TV Spagna  | Pubblicazione Italia |
| -- | ---------------- | --------------------------------- | ---------------- | -------------------- |
| 1  | Capítulo 1       | Il ritorno                        | 25 dicembre 2022 | 27 novembre 2024     |
| 2  | Capítulo 2       | Il provino                        | 7 maggio 2023    | 27 novembre 2024     |
| 3  | Capítulo 3       | Un ballo sotto la pioggia         | 14 maggio 2023   | 27 novembre 2024     |
| 4  | Capítulo 4       | Naftalina                         | 21 maggio 2023   | 27 novembre 2024     |
| 5  | Capítulo 5       | Freddy                            | 28 maggio 2023   | 4 dicembre 2024      |
| 6  | Capítulo 6       | La mattina dopo                   | 4 giugno 2023    | 4 dicembre 2024      |
| 7  | Capítulo 7       | La decisione                      | 11 giugno 2023   | 4 dicembre 2024      |
| 8  | Capítulo 8       | Generazione Un Paso adelante Next | 18 giugno 2023   | 4 dicembre 2024      |

## Il ritorno
- Titolo originale: Capítulo 1
- Diretto da: Sandra Gallego e Lucas Gil
- Scritto da: Emilio Díez e Abraham Sastre

## Il provino
- Titolo originale: Capítulo 2
- Diretto da: Sandra Gallego e Lucas Gil
- Scritto da: Emilio Díez, Abraham Sastre, Álvaro Bermúdez de Castro, Javier Galán e Raquel Haro

## Un ballo sotto la pioggia
- Titolo originale: Capítulo 3
- Diretto da: Sandra Gallego
- Scritto da: Emilio Díez, Abraham Sastre, Álvaro Bermúdez de Castro, Javier Galán e Raquel Haro

## Naftalina
- Titolo originale: Capítulo 4
- Diretto da: Sandra Gallego
- Scritto da: Emilio Díez, Abraham Sastre, Álvaro Bermúdez de Castro, Javier Galán e Raquel Haro

## Freddy
- Titolo originale: Capítulo 5
- Diretto da: Jacob Santana
- Scritto da: Emilio Díez, Abraham Sastre, Álvaro Bermúdez de Castro, Javier Galán e Raquel Haro

## La mattina dopo
- Titolo originale: Capítulo 6
- Diretto da: Sandra Gallego
- Scritto da: Emilio Díez, Abraham Sastre, Álvaro Bermúdez de Castro, Javier Galán e Raquel Haro

## La decisione
- Titolo originale: Capítulo 7
- Diretto da: Jacob Santana
- Scritto da: Emilio Díez, Abraham Sastre, Álvaro Bermúdez de Castro, Javier Galán e Raquel Haro

## Generazione Un Paso adelante Next
- Titolo originale: Capítulo 8
- Diretto da: Sandra Gallego
- Scritto da: Maarten Goffin e Kristof Hoefkens